# Reeperbahn station
Reeperbahn station är en järnvägsstation i Hamburg som trafikeras av Hamburgs pendeltåg (S-Bahn).
Stationen ligger i stadsdelen St. Pauli och öppnade 1979 och följande linjer trafikerar: S1 och S3. Stationen ligger under den kända nöjesgatan Reeperbahn och ligger nära gatan Grosse Freiheit samt Beatles Platz. En bit längre bort på samma gata finns tunnelbana på St. Pauli station.

## Bildgalleri

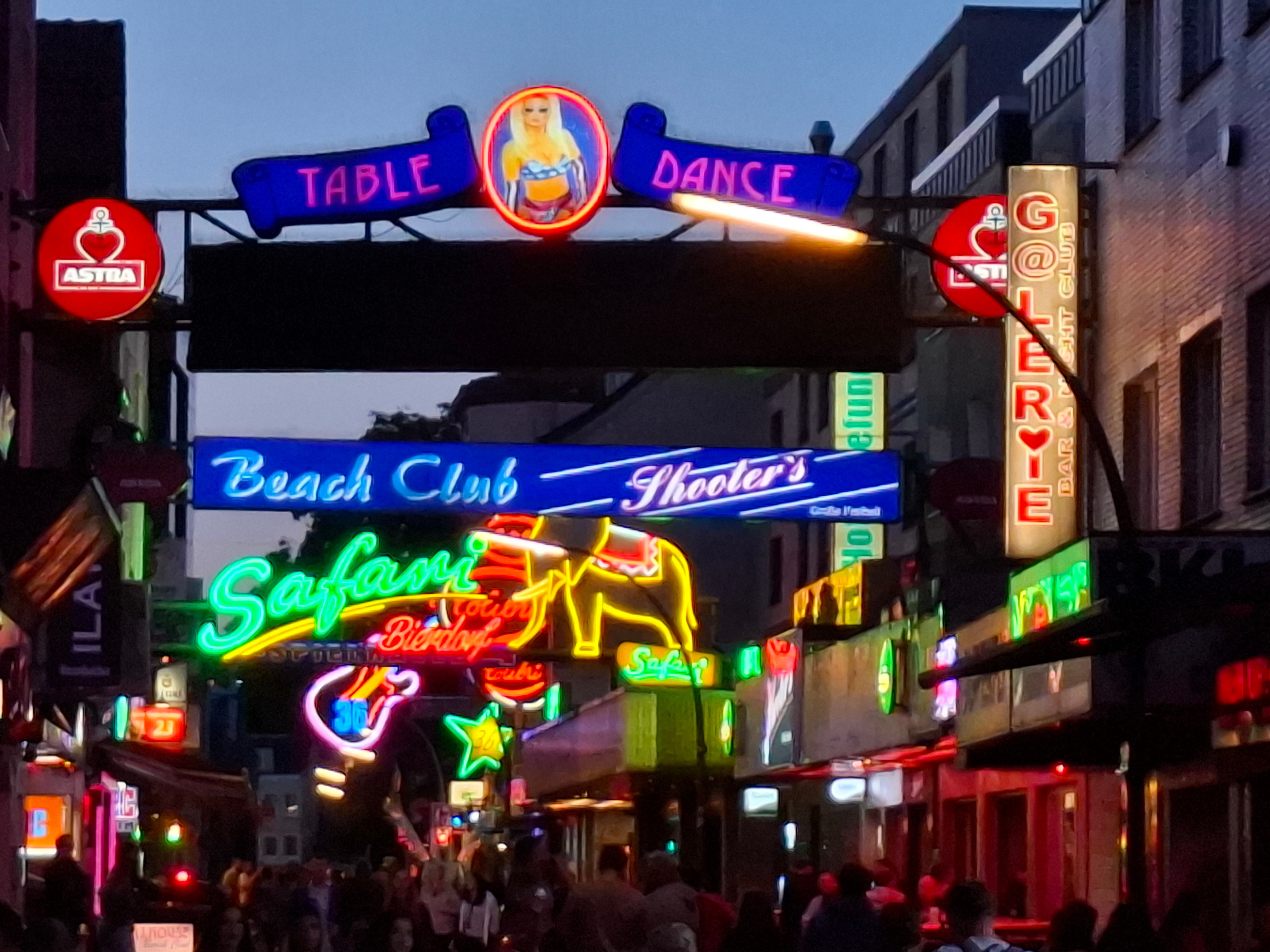
Grosse Freiheit
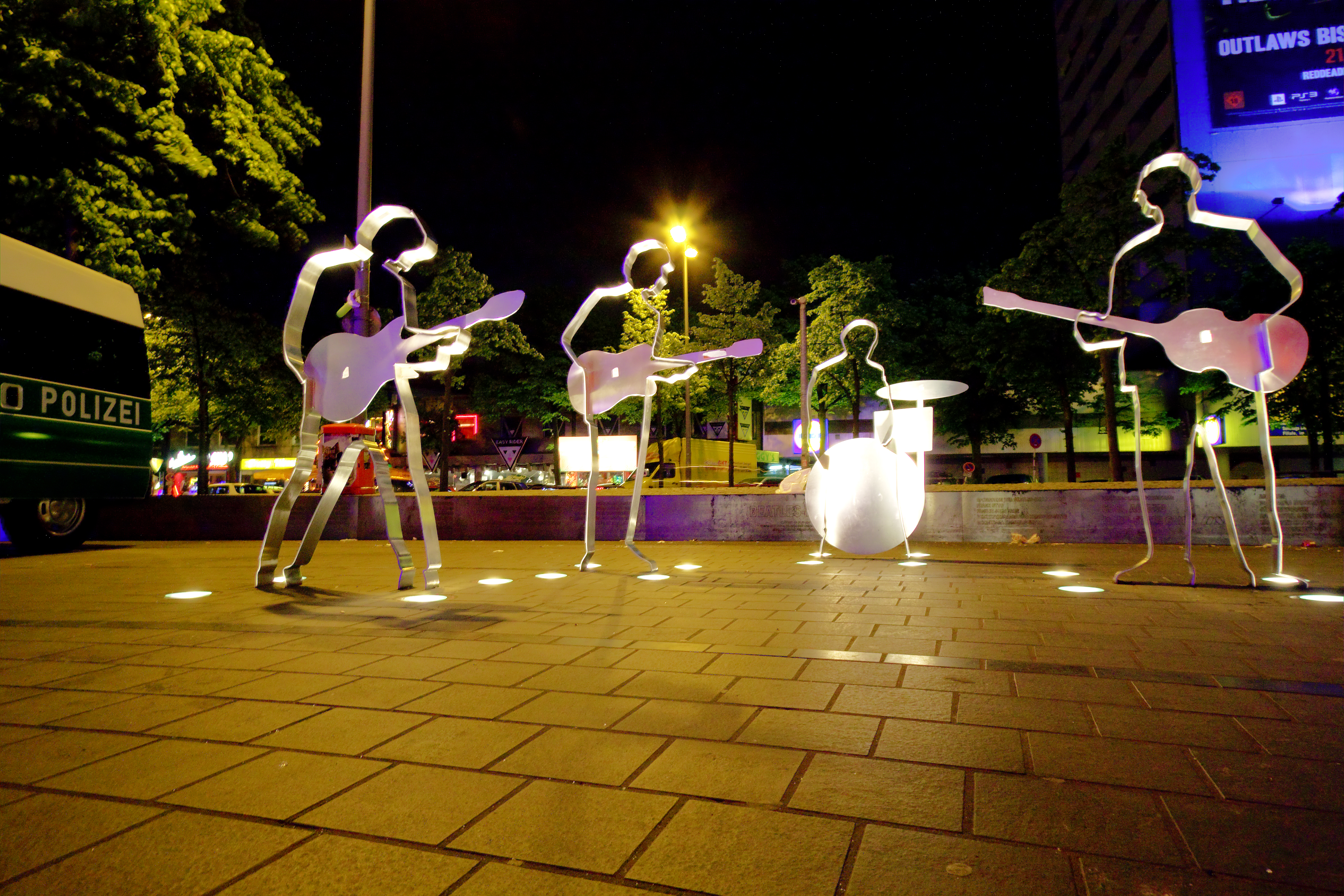
Beatles Platz
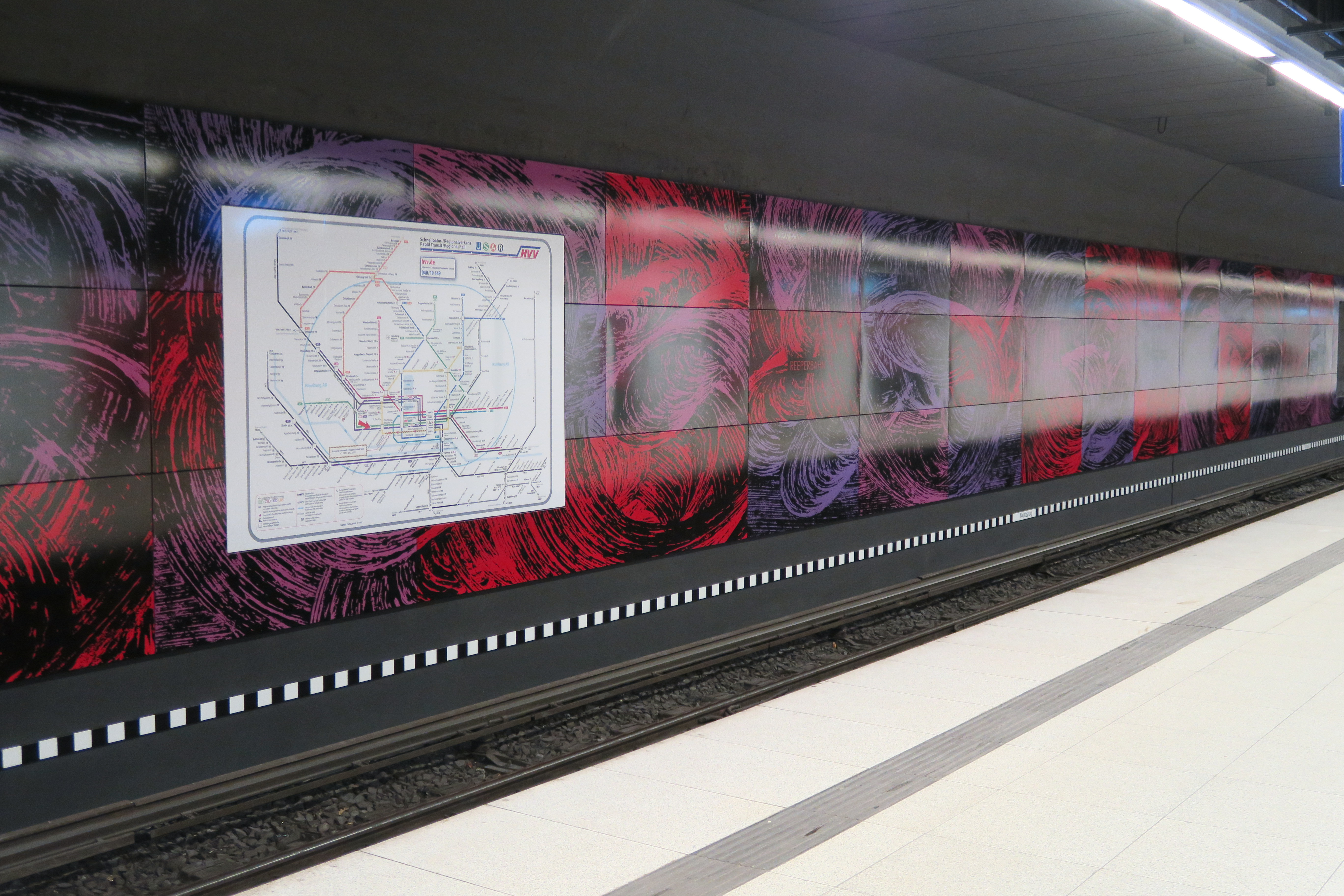
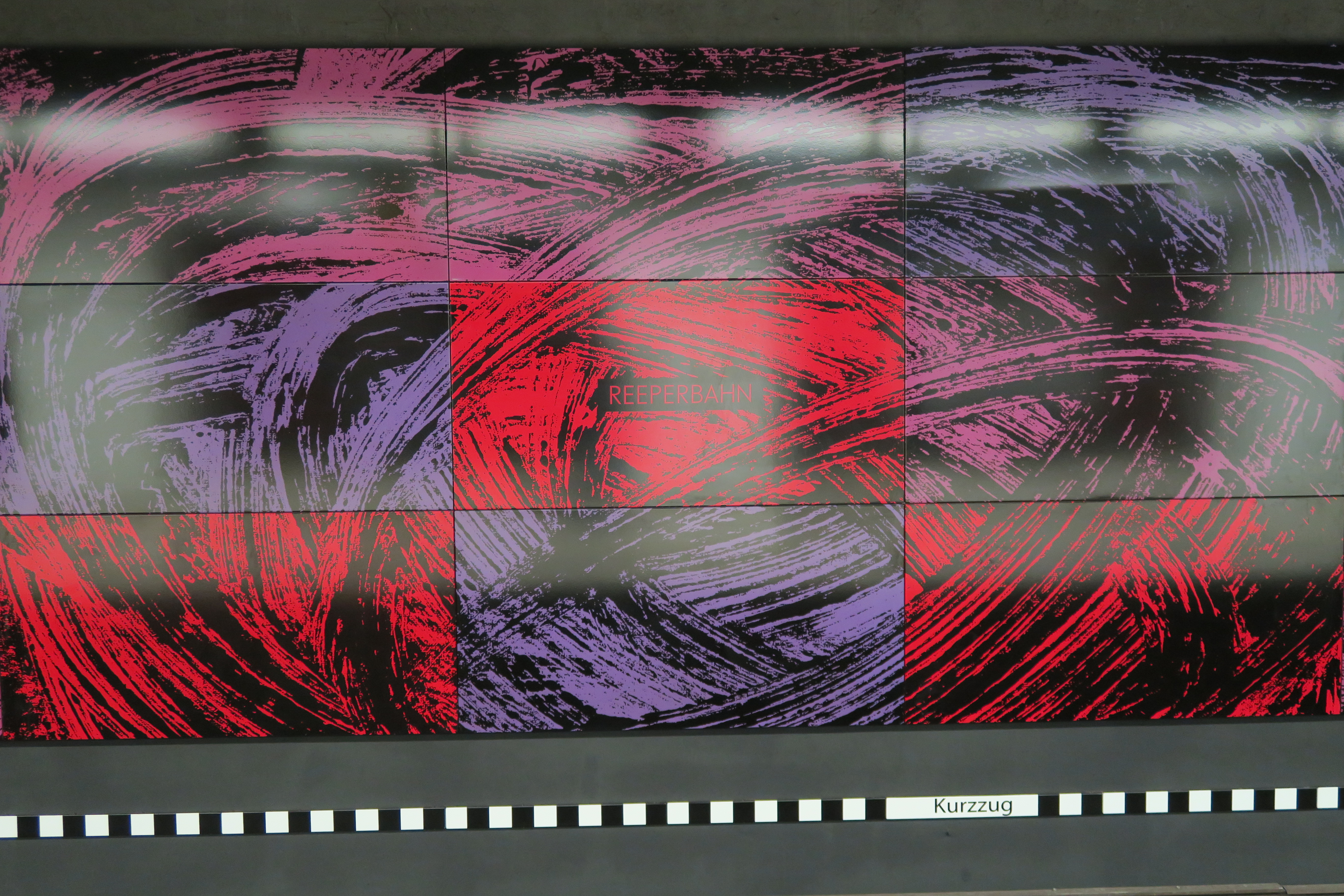